# Reserve Bank of Zimbabwe

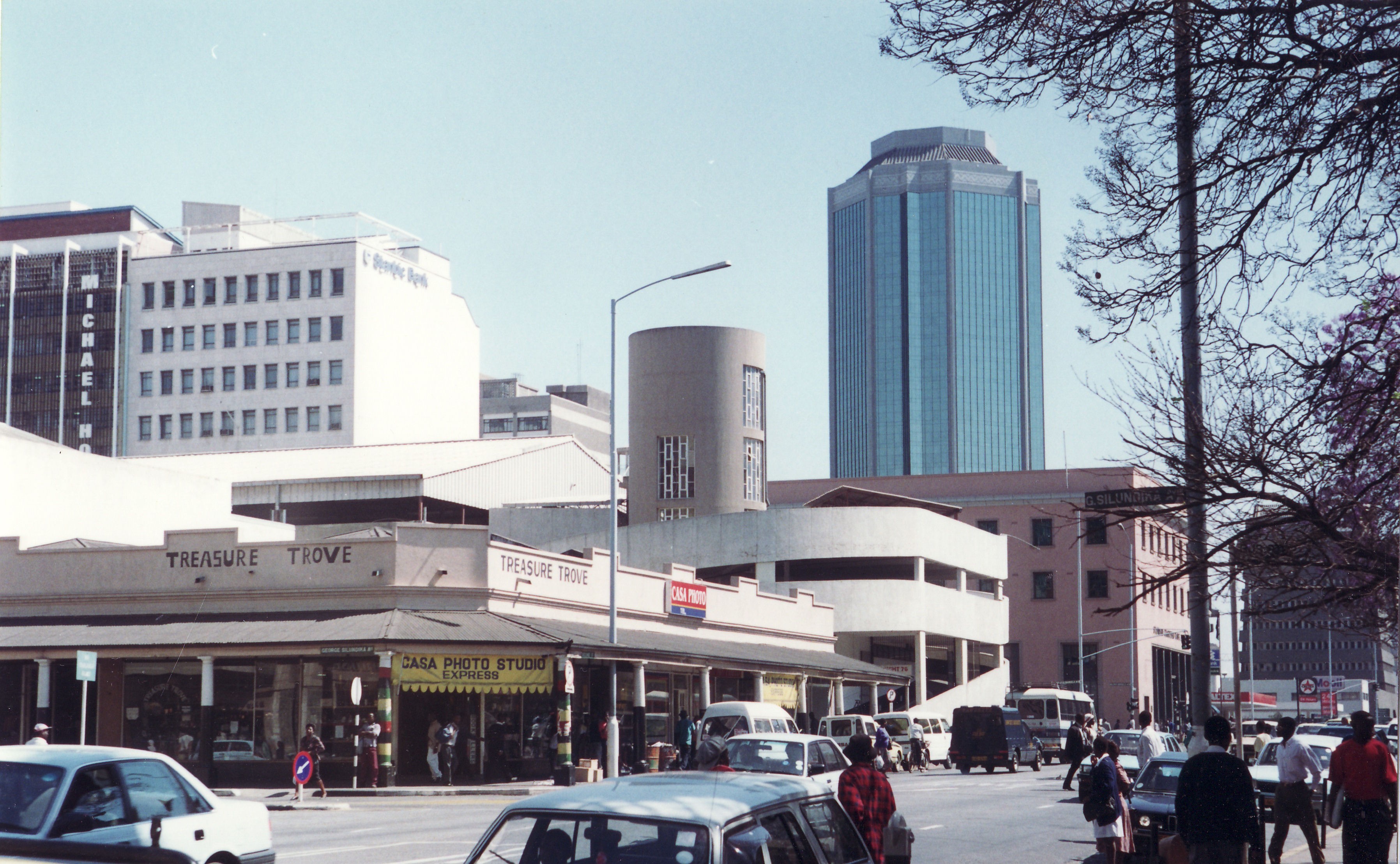
Hauptsitz (blaues Gebäude)

Die Reserve Bank of Zimbabwe (RBZ) ist die Zentralbank von Simbabwe mit Hauptsitz in Harare.

## Gebäude
Über vier Jahrzehnte arbeitete die RBZ von ihrem Hauptgebäude an der Samora Machel Avenue in Harare aus. In den späten 1980er Jahren wurde ein Wettbewerb zum Entwurf des neuen Hauptgebäudes durchgeführt, und der Gewinnerentwurf stammte von Clinton & Evans and Architects. Sie entwarfen auch das Gebäude der Reserve Bank of Malawi. Der Bau des neuen RBZ-Gebäudes begann 1993 und wurde 1997 vollständig abgeschlossen. Am 31. Mai 1996 wurde das Gebäude von dem damaligen simbabwischen Präsidenten Robert Mugabe offiziell eröffnet. Es ist mit einer Höhe von etwa 120 Metern das höchste in Simbabwe und hat 28 Stockwerke.

## Geschichte
Das Bankgeschäft geht auf die Reserve Bank of Rhodesia and Nyasaland (1956–1963) zurück, die nach dem Zusammenbruch der Föderation von Rhodesien und Nyassaland 1963 aufgelöst worden war. Vor 1956 gab es die Zentralafrikanische Währungsbehörde (Central Currency Board), die 1938 als Southern Rhodesia Currency Board gegründet wurde. Deren Aufgabe war es, die rhodesische Währung bereitzustellen, die vollständig gedeckt und an das britische Pfund gebunden war. Diese war auch die Währung von Südrhodesien (heute Simbabwe), Nordrhodesien (heute Sambia) und Nyasaland (heute Malawi), was durch das Münz- und Währungsgesetz von Südrhodesien von 1932 festgelegt worden war. Die Reserve Bank of Rhodesia, die nach der Umbenennung des Landes die Reserve Bank of Zimbabwe geworden ist, hat auch nach einer Vielzahl von Veränderungen in ihrer Souveränität und der Regierungsstruktur in Rhodesien und Simbabwe ihre bisherige Funktion fortgesetzt.
Ab Mitte der 2000er Jahre sah sich Simbabwe einer Hyperinflation ausgesetzt, welche von einem vermehrten und staatlich angeordneten Banknotendruck der Reserve Bank of Zimbabwe ausgelöst worden war. 2008 erreichte die Inflationsrate einen Wert von 98 % pro Tag. Zu dieser Zeit wurde auch über die Abschaffung der Zentralbank diskutiert, da sie in ihrer Rolle versagt hatte. Die Verwendung des simbabwischen Dollars als offizielle Währung wurde am 12. April 2009 praktisch eingestellt und durch eine Reihe von Fremdwährungen ersetzt, darunter der Euro, der US-Dollar und der Südafrikanische Rand. Die Reserve Bank of Zimbabwe gab zudem Banknoten aus, die gegen US-Dollar eingetauscht werden konnten. Nachdem es im Laufe des Jahres 2019 zu einer Knappheit an Fremdwährungen gekommen war, führte die Regierung den Simbabwe-Dollar wieder ein. Seit dem 5. April 2024 gibt die RBZ die neue Währung Simbabwe-Gold (ZiG) aus.

## Struktur
Das aktuelle Gesetz über die Reserve Bank of Zimbabwe (ursprünglich Reserve Bank of Zimbabwe Act of 1964) sieht einen Verwaltungsrat und einen Gouverneur vor. Der Gouverneur, der von drei stellvertretenden Gouverneuren unterstützt wird, ist für die laufende Verwaltung und den laufenden Betrieb der Bank verantwortlich. Der Gouverneur und seine drei Stellvertreter werden vom Präsidenten für eine Amtszeit von fünf Jahren ernannt, die erneuert werden kann. Der Gouverneur fungiert auch als Vorstandsvorsitzender. Dem Verwaltungsrat gehören die drei Stellvertreter und maximal sieben weitere nicht geschäftsführende Direktoren an, die Schlüsselsektoren der Wirtschaft vertreten sollen.